# Sportsland SUGO

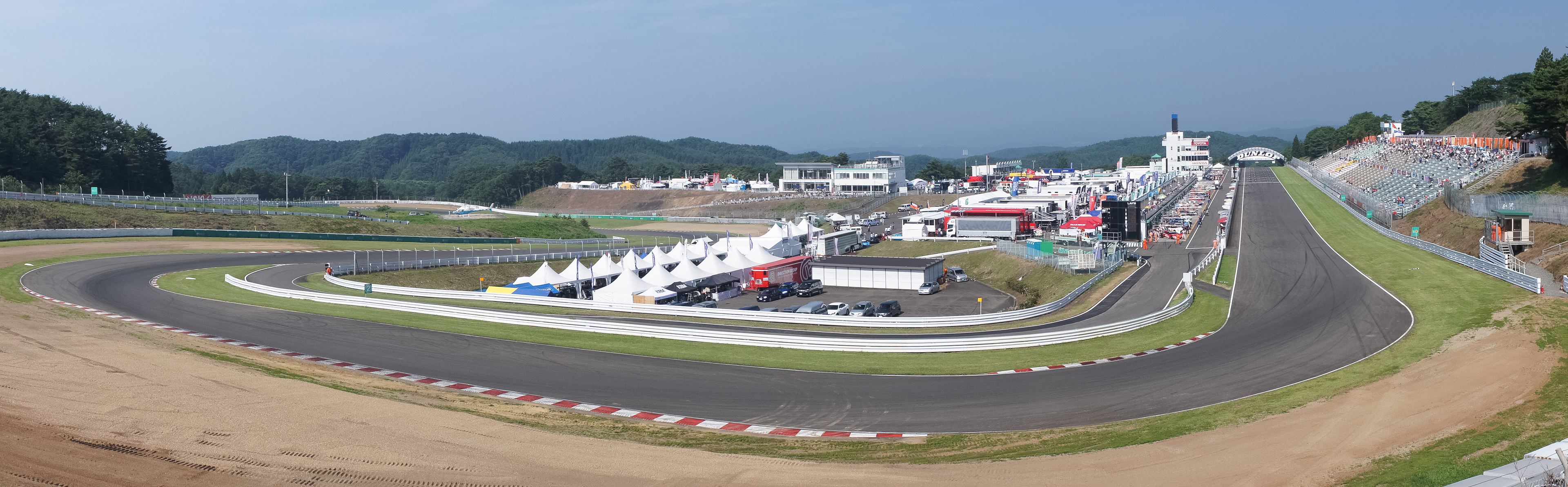
Start-Ziel-Gerade sowie die Kurven 1 bis 3 des Sportsland Sugo Circuits

Das Sportsland SUGO (jap. スポーツランドSUGO, Supōtsurando SUGO) ist ein Motorsportpark im Ortsteil Sugō (菅生) von Murata, Shibata-gun, Präfektur Miyagi in Japan. Er umfasst unter anderem eine bis zu 3,621 km lange  Motorsport-Rennstrecke.

## Geschichte

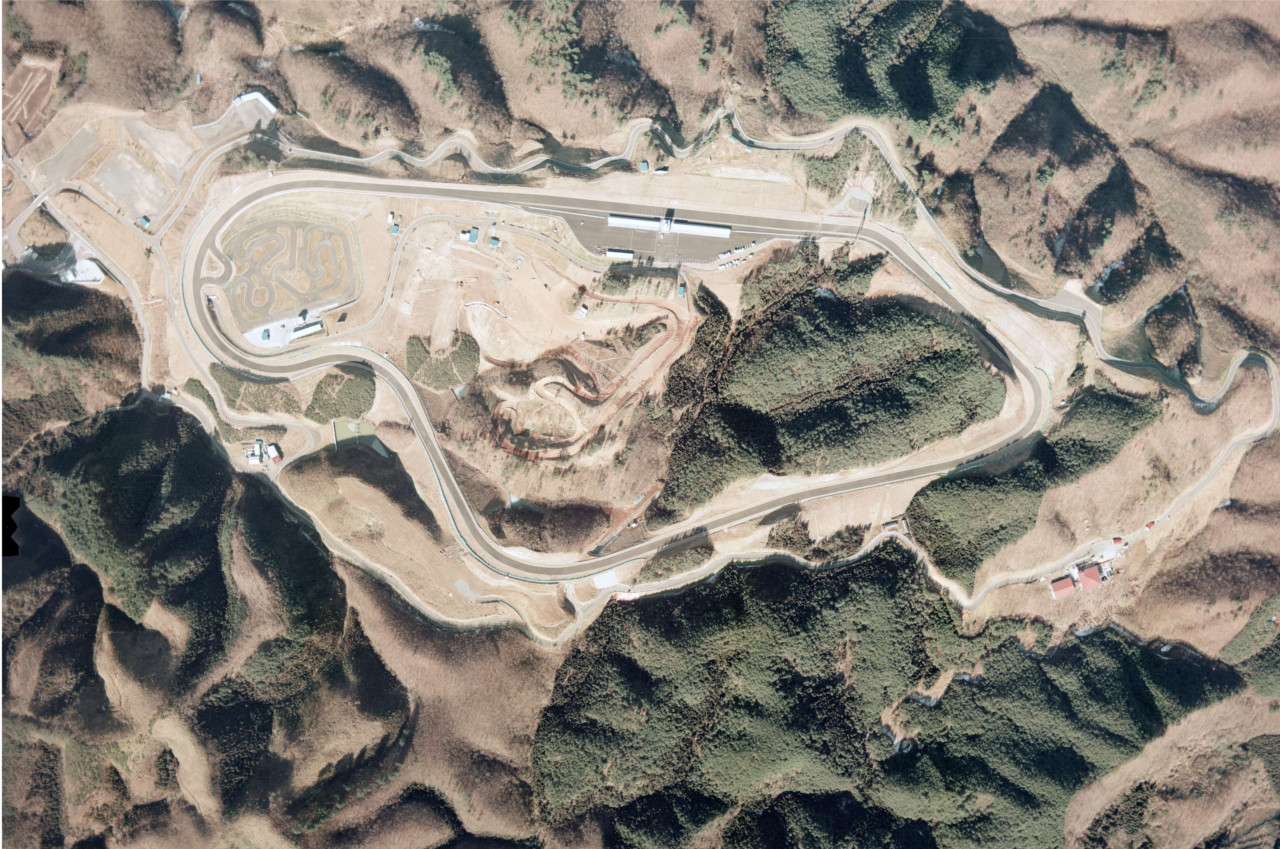
Layout der ersten Variante des SUGO Sportsland Kurses

Die Strecke wurde 1975 als ursprünglich 2,6 km langer Rundkurs mit nur 5 Kurven eröffnet und gehört Yamaha Motor. 1983 erfolgte eine umfangreiche Umgestaltung des Kurses in sein heute 3,7 km langes, und 13 Kurven umfassendes Layout.

## Streckenbeschreibung
Auf dem Areal gibt es insgesamt vier Strecken. Einen Straßenkurs, eine Motocross-Strecke, einen Trial-Kurs und eine Gokart-Piste. Die Zuschauerkapazität liegt bei 50.000. Mit einer Gesamtfläche von 2,1 Millionen Quadratmetern ist sie eine der größten Motorsport-Anlagen Japans.
Der Straßenkurs wird im Uhrzeigersinn befahren. Es gibt 2 Varianten; die mit der Schikane wird hauptsächlich bei Motorradrennen genutzt. Nach einer Neuvermessung im Jahr 2020 wurde die Länge der 4-Rad-Strecke von 3.704,256 m auf 3.586,570 m und die der Motorrad-Strecke von 3.737,50 m auf 3.621,154 m revidiert.
Die Boxengasse bietet 45 Boxen und ihre Ausfahrt führt erst hinter der Kurve 2 wieder zurück auf die Strecke. Der Kurs besaß ursprünglich eine FIA-Homologation als Grad 2 Kurs. Diese ist am 31. Dezember 2023 abgelaufen.
Die separate Motocrossstrecke war von 2005 bis 2007 Austragungsort der Motocross-Weltmeisterschaft.
Die bereits 1975 1.050 m lange „West Course“-Kartbahn wurde im Dezember 2008 umgestaltet und vom Layout her geändert, so dass der Kurs nun 984 m lang ist.
Daneben gibt es noch den im April 2014 eröffneten SUGO Multi-Short-Kurs der für Pocketbikes, Minibikes/Motards, Kinderkarts und Leihkarts gedacht ist.

## Veranstaltungen
Aktuell tragen folgende Rennserien jährlich Rennen in Sugo aus:
- Super GT
- D1 Grand Prix
- Super Formula (ehem. Formel Nippon)
- All Japan Road Race Championship
- Motocross-Weltmeisterschaft

Von 1988 bis 2003 beherbergte die Strecke einen Lauf zur Superbike-Weltmeisterschaft.